# Dasychira hyperythra
Dasychira hyperythra är en fjärilsart som beskrevs av Collenette 1933. Dasychira hyperythra ingår i släktet Dasychira och familjen tofsspinnare. Inga underarter finns listade i Catalogue of Life.